# Srŏk Kulén
Srŏk Kulén är ett distrikt i Kambodja.   Det ligger i provinsen Preah Vihear, i den centrala delen av landet, 250 km norr om huvudstaden Phnom Penh. Antalet invånare är 13 829.